# Ludwig Senfl

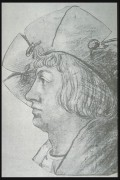
Ludwig Senfl.

Ludwig Senfl, född omkring 1486, död omkring 1543 i München, var en schweizisk kompositör under renässansen.

## Biografi
Ludwig Senfl föddes i nuvarande Schweiz och antogs till kören vid kejsar Maximilian I:s hov i Augsburg 1496. Året därpå följde han och resten av kören hovet till Wien. Mellan 1500 och 1504 studerade han, en vanlig sysselsättning för körsångare vars röster spruckit vilka ämnades åt kyrkan. Han var då elev till Heinrich Isaac, och blev 1509 dennes tjänst att kopiera noter däribland det omfattande Choralis Constantinus som först fullbordades efter Isaacs död. 
Efter en resa till Italien runt samma tid, återvände Senfl till hovkapellet, efterträdde 1517 Isaac där som hovkapellmästare men blev arbetslös vid kejsarens död. De närmaste åren sökte han diverse anställningar och komponerade. Det är känt att han deltog i mötet i Worms 1521, blev aldrig protestant men synes ha uttryckt sympatier för Martin Luther. Senfl blev därför dragen inför inkvisitionen och slutade frivilligt verka som präst. Han förde en livlig korrespondens med såväl Albrekt av Preussen som med Luther från 1530.
År 1530 fick Senfl anställning som musikalisk ledare i München. Där skulle han kvarbli till sin död.

## Musik
Senfl var den tyskspråkiga världens förnämste tonsättare under förra hälften av 1500-talet, särskilt genom sina tyska visor, som är behandlade flerstämmigt med kontrapunktik i huvudsakligen den nederländska skolans stil och äger en förvånande mångsidighet i stämningar samt frisk och ofta innerlig melodik. Han gjorde också sättningar av folkvisemelodier. Hans stil var arkaistisk, och han använder ofta cantus firmus-teknik och då omsänder isorytmik.
I gamla tryck finns ett 160-tal visor av Senfl, i handskrift många. Hans motetter och likaledes flerstämmiga hymner värderades högt av Martin Luther. Vidare skrev Senfl musik till Horatius oden (1534 och, tillsammans med Hofhaimer, 1539) samt mässor, magnificat och sekvenser.